# 馬如蛟
馬如蛟（1600年—1635年），字騰仲，號訥齋，直隸和州（今安徽省和縣）人。明朝政治人物，天啟壬戌進士。崇禎間官至監察御史，因事罷官鄉居。張獻忠破和州，馬如蛟力戰殉國。

## 生平
万历四十六年（1618年）戊午科应天乡试第十名举人。天啟二年（1622年）壬戌科進士，馬如蛟與倪元璐、黃道周等名臣同出於韓日纘門下。刑部观政，三年四月授浙江山陰縣知縣，為官有清操，治行第一。崇禎元年（1628年）選授福建道監察御史，劾罷魏忠賢餘黨徐紹吉、張訥，以彈劾貪官污吏而得到正直的名聲。同時，馬如蛟又成功主持汰革各監局官匠冗員，每年節省開支銀二萬八千八百餘兩、月米一萬餘石。
崇禎二年（1629年）出按四川，列上十事，永革當地兼併田地之弊。還朝，監武會試。有武舉董某，以技勇聞名，崇禎帝亦有所耳聞，然而因文不合格被黜。崇禎帝怒，罷黜考官，馬如蛟亦落職。八年（1635年）論平安邦彥之功，復故官，因父喪未赴。同年，張獻忠農民軍逼近和州，馬如蛟盡傾家產招募勇士，輔佐和州知州黎弘業固守城池，又率領壯士出城擊賊。然而最後仍然城破，馬如蛟巷戰力屈而死。阖门自兄马如虬而下男女死义者十四人。事聞，贈太僕寺少卿。《明史·忠義》有傳。

## 著作
如蛟工诗，有《纳斋集》、《问苏集》、《锦江集》、《树星集》等，多散佚。

## 家族
曾祖马天骥，太学生。祖马一虞，號日塘，廪生。父马成大（1565年-1634年），字汝器，別號駉野，亦曰鼎臣，廪例监生。母刘氏（1565年-1632年）。具庆下。娶杨氏，继张氏。弟如融、如虹、如星，俱庠生。子勉生、翘生。
兄马如虬，盐运司判官；马如虹，诸生。与马如蛟同死。

## 延伸阅读
[在维基数据编辑]
 《明史卷二百九十二》，出自《明史》

| 官衔        | 官衔                             | 官衔          |
| ----------- | -------------------------------- | ------------- |
| 前任： 范鑛 | 明朝浙江山陰縣知縣 1623年-1628年 | 繼任： 史纘烈 |